# Zbirka Farnese
Klasične skulpture u zbirci Farnese, jedan aspekt ove velike umjetničke zbirke, jedna su od prvih zbirki umjetničkih predmeta iz grčko-rimske antike. Uključuje neke od najutjecajnijih klasičnih djela, uključujući skulpture koje su bile dio Farneseovih mramora, njihovu zbirku statua, koja uključuje svjetski poznata djela kao što su Farneški Herkul, Farneška zdjela, Farneški bik i Farneški Atlas. Ti su kipovi sada izloženi u Napuljskom nacionalnom arheološkom muzeju u Italiji. s nekima u Britanskom muzeju u Londonu.

## Povijest
Predmete u zbirci nabavio je ili rekvirirao kardinal Alessandro Farnese, koji je postao papa Pavao III. (1534. - 1549.). Klasična umjetnička djela rutinski su otkrivana u rimskim zemljama, a tijekom talijanske renesanse postala su vrlo tražena. Mnogi su bili obiteljsko nasljeđe uglednih obitelji u Rimu. Alessandro je kupio zbirke Sassi i Bernardino Fabio, zaplijenio zbirku Colonna, a kao donaciju dobio zbirku kardinala Federica Cesija. Ostala djela kupljena su na tržištu antikviteta, uključujući djela koja su se pojavljivala u sklopu iskapanja i gradnje po cijelom gradu. Michelangelo je dizajnirao unutarnje niše za izlaganje kipova u masivnoj Palazzo Farnese (1546.) u Rimu.
Mnoga od najpoznatijih djela u zbirci Farnese, poput Farneškog Herkula i Farneškog bika, Flore, Gladijatora, Atene i drugih, svi su pronađeni u Karakalinim termama.
Zbirku Farnese dodatno je povećao Papin nećak, drugi kardinal Alessandro, kupnjom zbirki Del Bufalo i Cesarini. Također je uključivalo nasljedstvo koje je 1587. ostavila Margareta od Parme, udovica najprije Alessandra de Medicija, a zatim Ottavija Farnesea. Također je posjedovala zbirku poznatih ugraviranih dragulja, koji su prije pripadali Lorenzu dei Medici, uključujući Farnešku zdjelu, i važne mramorne skulpture kao što su kipovi iz Pergama.
Farneseov kolekcionar i antikvar od povjerenja Fulvio Orsini pomogao je u kupnji drugih djela, a nakon njegove smrti ostavio je svoju zbirku dragulja, kovanica i bista Odoardu Farneseu . Među djelima su bila dva kipa Herkula i dva kipa Flore; dva su gladijatora postavljena ispod lukova dvorišta Palazza; dok je Farneški bik bio smješten u posebnom ograđenom prostoru u drugom dvorištu.

## Prikaz
Antički kipovi unutar palače Farnese bili su raspoređeni prema temama. U Gran Salone, Sala degli Imperatori, Sala dei Filosofi i Galleria dei Carracci bili su vrijedni mramori. Stropne freske Annibale Carracci koje prikazuju Ljubavi bogova naslikane su ne samo za proslavu vjenčanja, već su također komentirale kipove u nišama ispod freski.

## Seoba u Napulj
Obitelj Farnese, koja je postala vojvoda od Parme, izgubila je posljednjeg muškog nasljednika nakon smrti Antonija Farnesea od Parme, pa je kolekcija prešla preko Elisabette Farnese, koja se udala za španjolskog kralja Filipa V., njihovom sinu Charlesu od Bourbona, koji je postao kralj Napulja i obiju Sicilija 1734. Zatim je odlučio preseliti zbirke iz Parme u Napulj. Njegov sin Ferdinand IV. Napuljski donio je rimske zbirke u Napulj 1787. godine, unatoč snažnom protivljenju papinstva. Mnoge mramorne skulpture restaurirao je Carlo Albacini (1735.-1813.).
Klasične skulpture zbirki Farnese još su uvijek zajedno izložene u Nacionalnom arheološkom muzeju u Napulju. Većina slika, s druge strane, premještena je u Museo di Capodimonte, također u Napulju, dok su neka druga djela iz zbirki premještena u museo civico i Collegio Alberoni u Piacenzi, Galleria Nazionale u Parmi i britanski Muzej.

## Poznati predmeti iz zbirke Farnese
Zbirka sadrži mnoge kopije starogrčkih izvornika i pruža opsežan pregled klasične rimske skulpture. Među nagradama zbirke su:
- Farneški Herkul (Nacionalni arheološki muzej u Napulju)
- Farneška zdjela (Nacionalni arheološki muzej u Napulju)
- Farneški bik  (Nacionalni arheološki muzej u Napulju)
- Farneška Flora (Nacionalni arheološki muzej u Napulju)
- Farneški gladijator (Nacionalni arheološki muzej u Napulju)
- Venera Kalipigijska (Nacionalni arheološki muzej u Napulju)
- Farneški Atlas (Nacionalni arheološki muzej u Napulju)
- Farneška Atena (Nacionalni arheološki muzej u Napulju)
- Farneški Antinoj (Nacionalni arheološki muzej u Napulju)
- Farneška Hera (Nacionalni arheološki muzej u Napulju)
- Farneški Hermes (Britanski muzej)
- Farneški Dijadumen (Britanski muzej)

## Vanjske poveznice
|  | Zajednički poslužitelj ima još gradiva o temi Zbirka Farnese |

- Web stranica Nacionalnog arheološkog muzeja u Napulju  Arhivirana inačica izvorne stranice od 19. srpnja 2021. (Wayback Machine)